# Valle del Nalón
El valle del Nalón es un valle situado en las cuencas mineras asturianas, por el que discurre el río Nalón. Lo componen los concejos de Langreo, San Martín del Rey Aurelio, Laviana, Caso y Sobrescobio, que conforman la Mancomunidad Valle del Nalón.
El valle del Nalón, con todos sus afluentes, fue un área de economía rural hasta el comienzo de la explotación del carbón de hulla a finales del siglo XVIII y el posterior establecimiento de industrias siderúrgicas y metalúrgicas, que lo convirtieron en una de las zonas más industrializadas de España.

## Descripción e Historia

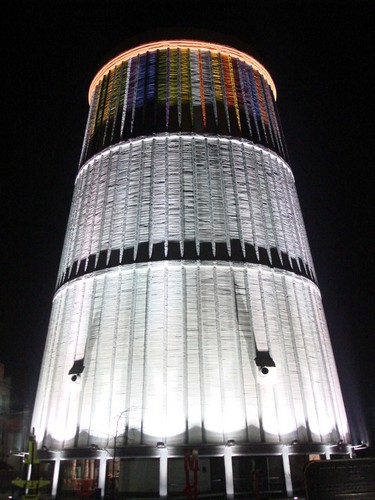
Museo de la Siderurgia en La Felguera

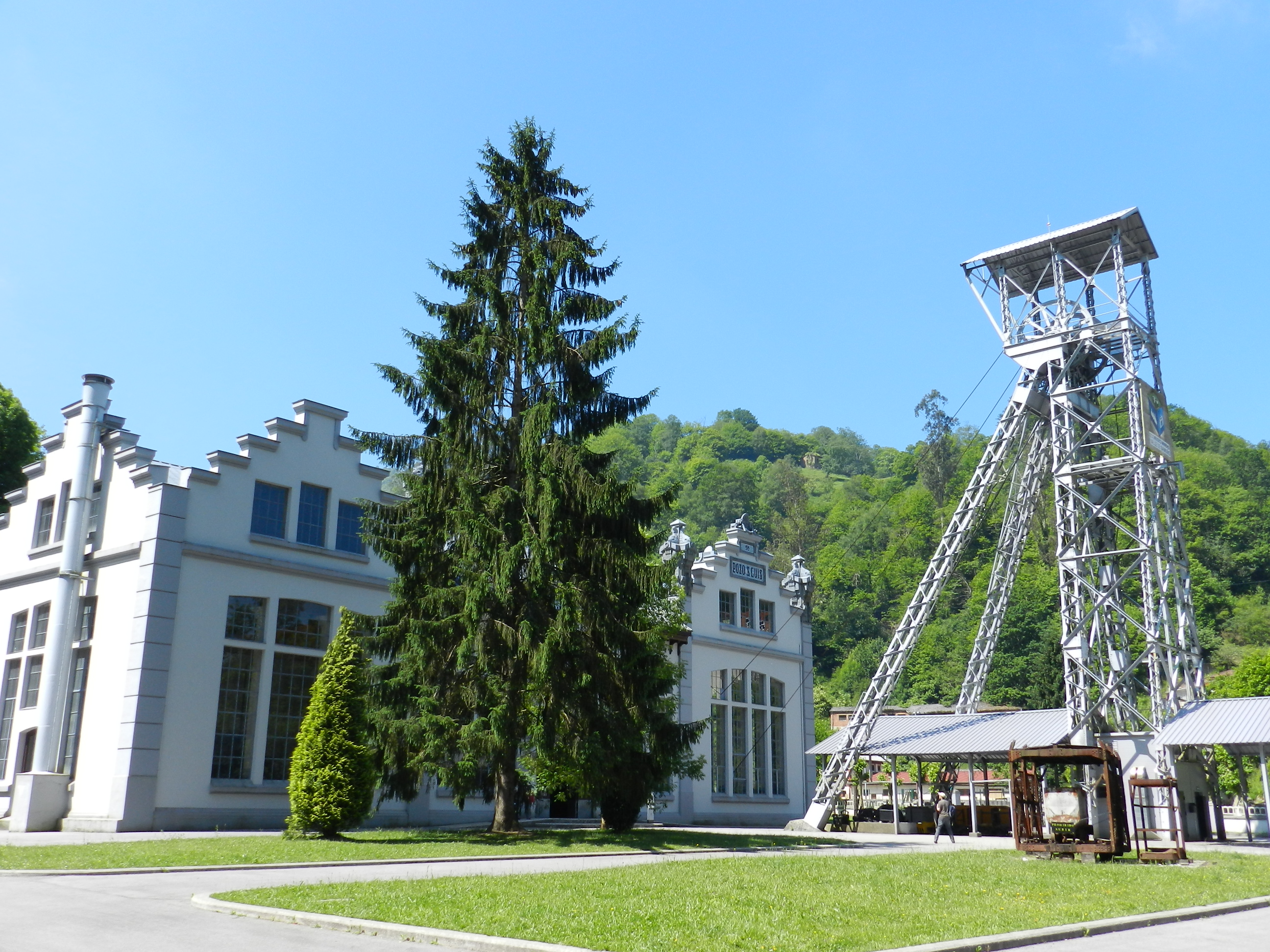
Pozo San Luis, ecomuseo minero

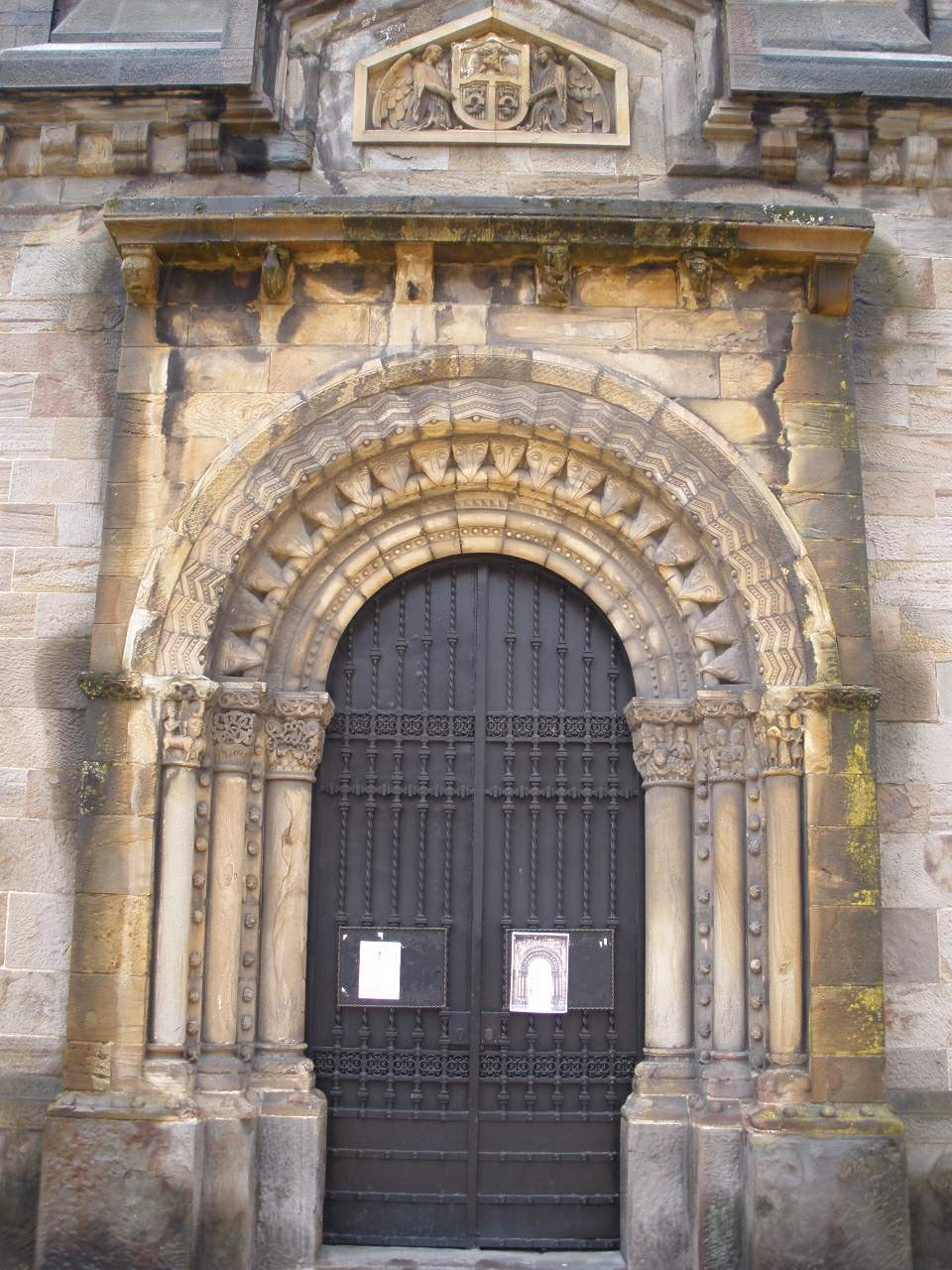
Portada románica en Ciaño

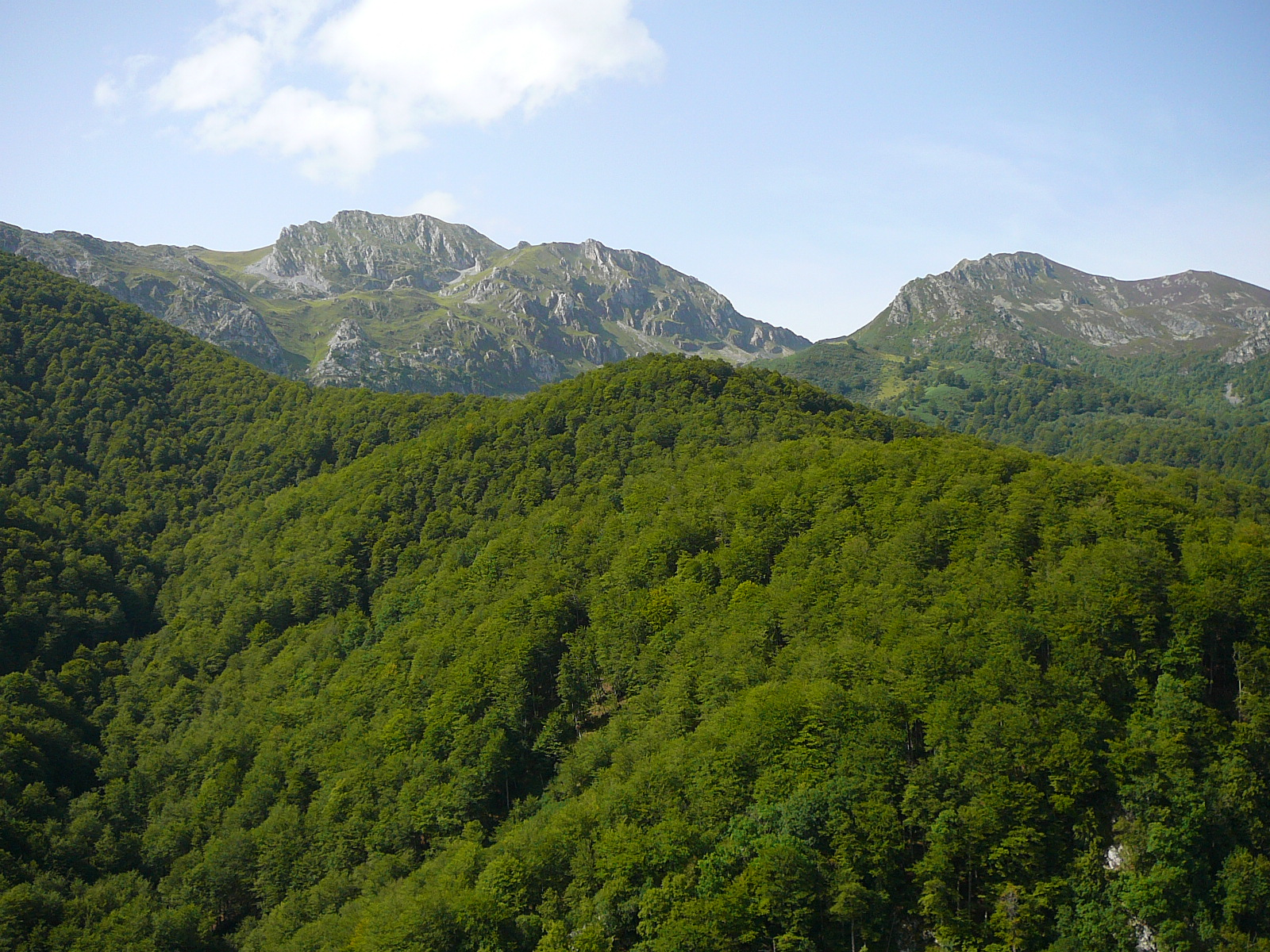
Parque natural de Redes

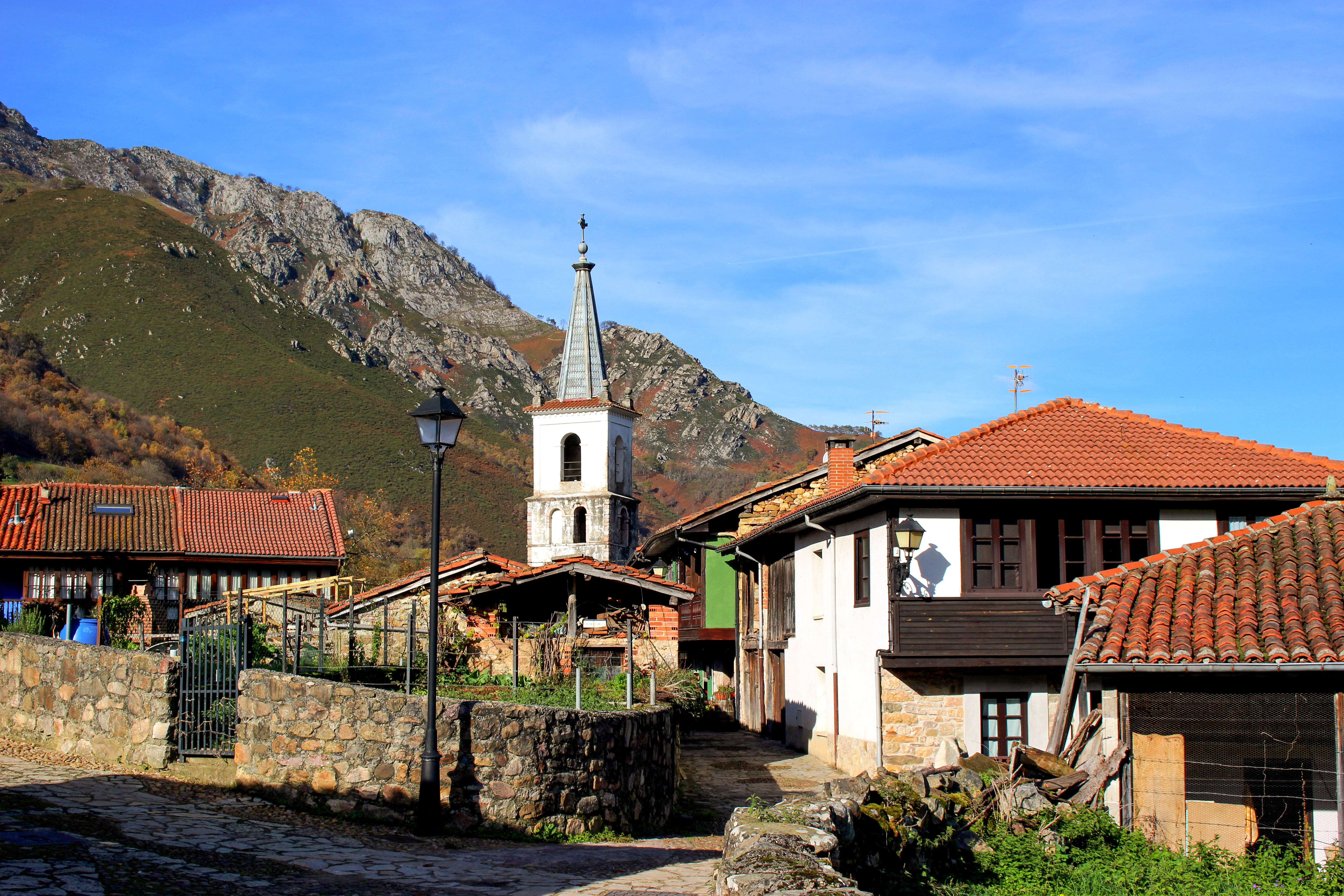
Soto de Agües

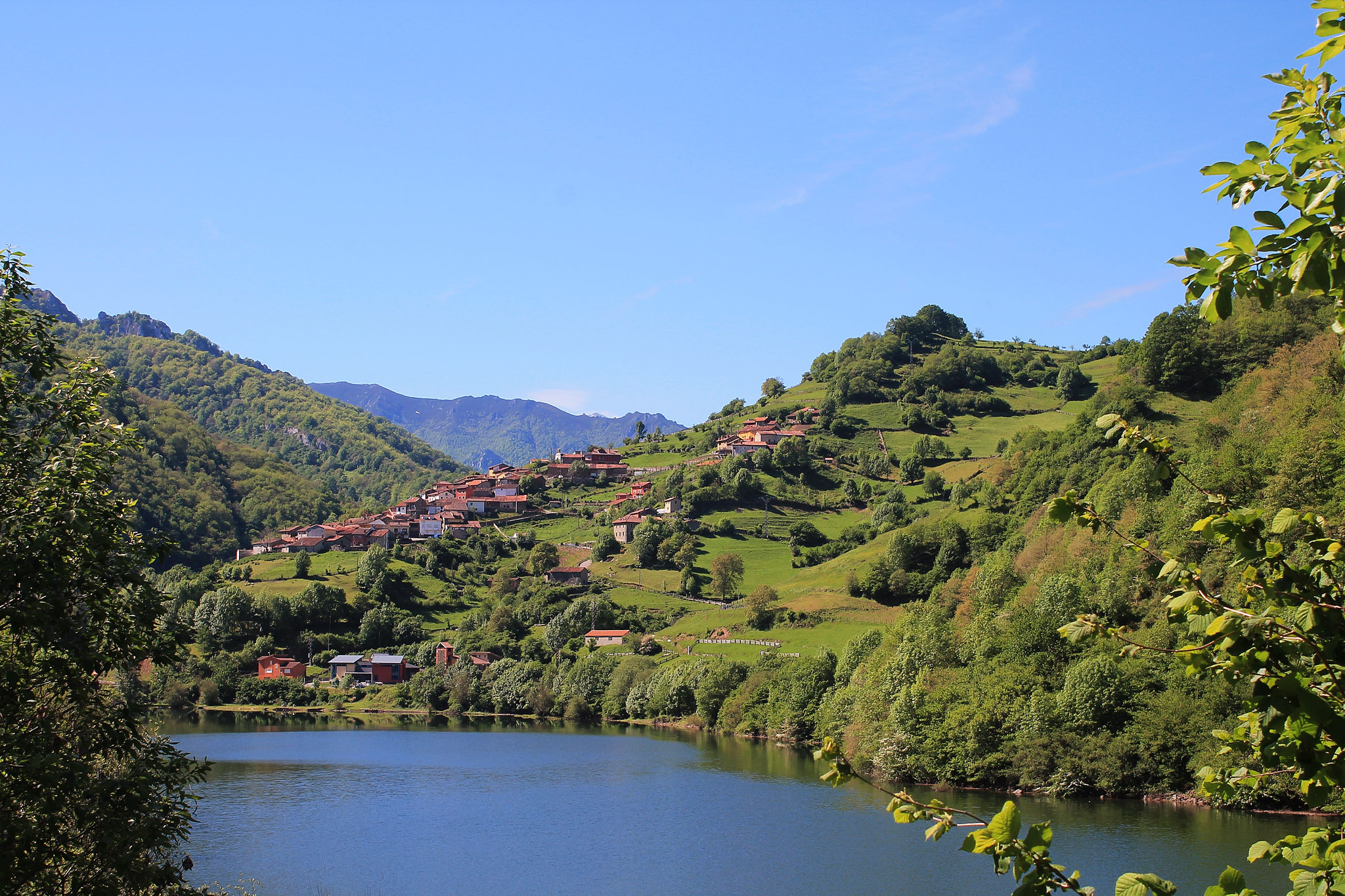
Embalse de Tanes

Antiguamente conocido como el valle de Langreo, el valle del Nalón, que recibe dicho nombre por estar bañado por el Nalón, el río más largo de Asturias, es un claro ejemplo de la historia minera y metalúrgica asturiana, siendo uno de los ejes más relevantes en la historia de la industria en España. El Valle de Langreo no conformó el principal paso natural entre Asturias y La Meseta, siendo más habitual el uso del valle del Caudal, pero sí fue una vía secundaria a través del Puerto de Tarna. Según las Crónicas Asturianas, en la zona de La Baraosa fue donde el Rey Aurelio estableció su corte durante su breve reinado de siete años. En la Edad Media numerosos caminos atravesaban el valle incluido el que procedía de León. A lo largo de este tramo se levantaron torres de defensa y templos románicos, de los que se conservan hoy en día varios ejemplos. Así se configuró una vía de acceso al Camino de Santiago, la Ruta Jacobea de Tarna, hoy descatalogada. 
El Valle del Nalón es un valle largo, escarpado y estrecho, que se extiende desde el Puerto de Tarna, en la Cordillera Cantábrica, hasta la meseta central asturiana donde se sitúa Oviedo. El concejo de Langreo es el más poblado, aunque todos los municipios del valle han perdido población desde la reconversión industrial. 

### Minería y siderurgia
Desde el siglo XVIII se explota el carbón en numerosos yacimientos subterráneos y a cielo abierto, y desde el siglo XIX de manera profesional con la creación de numerosas empresas y la mejora de la infraestructuras, como el Ferrocarril de Langreo (el tercero de la península ibérica). El valle del Nalón y sus valles afluentes, como el del Candín, Samuño o la Güeria, eran atravesados por kilómetros de vías de pequeños ferrocarriles mineros que comunicaban minas de montañas, pozos y cargaderos con las líneas de Langreo (hoy Feve-Renfe) y Norte (Renfe).
A ello se unieron numerosas industrias, especialmente la siderurgia con la Fábrica de La Felguera a partir de 1850, que daría lugar al crecimiento constante de sus núcleos a las orillas del Nalón y su compleja cuenca fluvial. Estas actividades darían paso a una mayor diversificación industrial, especialmente en industrias metalúrgicas y químicas. Se desarrollaron así algunas de las empresas industriales más importantes de España durante el siglo XIX y XX, como  Duro Felguera, Ensidesa y Uninsa, Explosivos Río Tinto, Proquisa (hoy Bayer), Química del Nalón, Carbones de Langreo y Siero, Carbones de La Nueva, Laviada, Refracta, Derco, etc. y con ellas algunos de los pozos mineros con mayor producción del país, como Sotón y Fondón.

### Transformación
La novela La aldea perdida (1903), del local Armando Palacio Valdés, refleja la ruptura entre el valle rural y el valle industrializado. Con la industrialización, crecieron numerosas localidades de tamaño medio, algunas de las cuales (pese a la crisis demográfica debida a la desindustrialización) aún están entre las mayores de Asturias. La proliferación de industrias, colegios, escuelas profesionales, líneas de ferrocarril, barrios obreros y casas para altos mandos, cines, tertulias, etc. fue muy significativa. El final de la industria tradicional trajo consigo una gran crisis social económica de la que aún no se ha recuperado, intentando reorientar su economía hacia industrias alternativas así como el turismo natural e industrial. 
Su cuenca alberga importantes recursos turísticos como  el Museo de la Siderurgia de Asturias, el Museo de la Minería de Asturias, el Ecomuseo del Valle de Samuño, el Pozo Sotón, el Paisaje Protegido de las Cuencas y el parque natural de Redes, que cuenta con diferentes centros de interpretación de flora, fauna y agua. Está en tramitación el uso deportivo del Embalse de Tanes. El valle, a pesar de su pérdida de peso demográfico, sigue albergando en total unos 68.000 vecinos. El corredor del Nalón es la vía rápida que une con Oviedo, y la Autovía Minera con Gijón. Cuenta con un centro comercial, el Valle del Nalón, y un hospital con el mismo nombre.

## Patrimonio
- Numerosos restos medievales salpican el valle, siendo los más importantes los torreones de Villamorey, El Condao, el castillo de Campogrande (en ruinas), La Quintana, Riaño y el Castillo de Olloniego, ya en el concejo de Oviedo. Numerosas iglesias del valle conservan restos románicos como San Nicolás de Villoria y San Esteban de Ciaño.
- En los siglos XVII y XVIII proliferan las iglesias barrocas y casonas asturianas, siendo algunos de los mejores ejemplos la Colegiata de Santa María de Tanes, la casona de la familia Menéndez, la casa de la Buelga, el Santuario del Carbayu y el palacio de Camposagrado.
- La llegada de la minería y siderurgia aún se deja ver en el patrimonio industrial conservado, algunos ejemplos en buen estado y otros en ruina o abandonados. Especialmente destacan sus diecisiete pozos verticales que conservan su castillete, además de numerosas minas de montaña, tolvas, puentes, barrios obreros, palacetes, escuelas, estaciones, etc. Destacan algunos conjunto fabriles conservados como la Fábrica de La Felguera, el Matadero o la Sociedad Ibérica del Nitrógeno.

### Fiestas
- Fiestas de San Pedro en La Felguera (Langreo)
- Jornadas gastronómicas de La Fabada en La Felguera (Langreo) de Interés Turístico Regional
- Jornadas de la sidra en La Felguera (Langreo)
- Fiestas de Santiago en Sama (Langreo)
- Fiestas de Nuestra Señora del Carbayu (Langreo) de Interés Turístico Regional
- Jornadas gastronómicas las cebollas rellenas en El Entrego (San Martín del Rey Aurelio) de Interés Turístico Regional
- Fiestas de La Laguna en El Entrego (San Martín del Rey Aurelio)
- Jornadas gastronómicas los nabos en Sotrondio (San Martín del Rey Aurelio) de Interés Turístico Regional
- Jornadas gastronómicas de los pimientos rellenos en Blimiea (San Martín del Rey Aurelio) de Interés Turístico Regional
- Fiestas de El Pote en Santa Bárbara (San Martín del Rey Aurelio)
- Descenso folklórico del Nalón (Laviana) de Interés Turístico Regional
- Fiestas de Nuestra Señora de Otero (Laviana)
- Fiestas de La Chalana (Laviana)
- Certamen del Quesu Casín (Caso)

## Naturaleza
El complejo sistema fluvial y lo escarpado del valle ha dado lugar a una gran riqueza de flora y fauna al igual que en el resto del Principado. El río Nalón discurrió durante décadas negro por el lavado del carbón y el vertido de residuos, siendo hoy un río recuperado. El Paisaje protegido de las Cuencas Mineras ocupa parte del territorio de Langreo, San Martín del Rey Aurelio y Laviana. Contiguo a este espacio comienza el parque natural de Redes, reserva de la biosfera de la UNESCO y que se emplaza en parte del concejo de Laviana y la totalidad de Caso y Sobrescobio. 

## Localidades del Valle del Nalón por población
- Ciudad de Langreo
  - La Felguera 20 200
  - Sama 10 000
  - Riaño, Ciaño, Lada y Barros
- Ciudad de San Martín del Rey Aurelio
  - El Entrego 6600
  - Sotrondio 3000
  - Blimea 3000
- Pola de Laviana (Laviana) 8600
- Barredos (Laviana) 1300
- Tuilla (Langreo) 800
- El Condado (Laviana) 450
- Campo de Caso (Caso) 400
- Rioseco (Sobrescobio)
- Soto de Agües (Sobrescobio)